# Carl Horn af Rantzien
Svante Carl Henrik Horn af Rantzien, född den 4 augusti 1946, är en svensk affärsman. Han tillhör ätten Horn af Rantzien.
Horn af Rantzien  var med och grundade A Non Smoking Generation 1979.
Horn af Rantzien vann Giraffpriset 2011 för sitt sociala och miljö arbete med företaget Granular, Real Stevia Group, som ger långsiktigt stöd till småbönder i Paraguay. De utbildar i ekologiskt odlande genom Real Stevia Academy, de ger microlån och skapar långsiktighet genom femåriga inköpskontrakt.